# María Gavalá
María Gavalá (grec moderne : Μαρία Γαβαλά, née à Koropi en Attique en 1947) est une réalisatrice et écrivain grecque.

## Biographie
Née en Attique en 1947, elle fit d'abord des études d'histoire et d'archéologie à l'université nationale capodistrienne d'Athènes.
De 1980 à 1984, elle collabora au magazine de cinéma Synchronos kinimatografos.

## Filmographie
- 1976 : Narration/Aventure/Langage/Silence
- 1982 : De l'Amour
- 1985 : L'Arôme des violettes
- 1988 : Le verre magique (To magiko gyali)[1]